# Книжная палата Украины имени Ивана Фёдорова
Государственное научное учреждение «Книжная палата Украины имени Ивана Фёдорова» — учреждение в сфере издательского дела и информационной деятельности.

## История
Главная книжная палата была основана 24 января 1919 года согласно Закону об образовании Главной Книжной Палаты в г. Киеве. Закон был подписан Председателем Совета Народных Министров УНР В. Винниченко.
В августе 1921 года НКО УССР утвердил временное положение о Центральном библиографическом отделе Всеукраинского государственного издательства. 27 июня 1922 года была организована Украинская книжная палата в Харькове при Государственном издательстве УССР (постановление Совета Народных Комиссаров УССР).
1 августа 1934 года Украинская книжная палата переименовывается в Государственный библиографический институт. 27 июня 1938 года Государственный библиографический институт переименован в Книжную палату УССР.
С 23 января 1974 года Книжной палате Украины присвоено имя Ивана Федорова (постановление Совета Министров УССР).
Через год после выхода Украины из состава СССР, 25 февраля 1992 года, «Книжная палата УССР им. Ивана Федорова» была переименована в Национальное научно-производственное объединение «Книжная палата Украины».

## Предоставляемые услуги
Книжная палата Украины предоставляет услуги:
- библиографической регистрации и централизованную каталогизацию изданий, выпущенных на Украине;
- внедрение системы ISBN;
- комплектования и сохранения фонда Государственного архива печати.

## Печатные издания Книжной палаты
- «Летопись книг» — печатается с 1924 года[2].
- «Летопись журнальных статей» — государственный библиографический указатель который печатается с 1936 года[2].
- «Летопись изобразительных изданий» — печатается с 1937 года[2].
- «Вестник Книжной палаты»— печатается с 1996 года[2].
- «Летопись картографических изданий» — печатается с 1997 года[2].